# 히타카쓰항
히타카쓰항(일본어: 比田勝港)은 일본 나가사키현 쓰시마시 가미쓰시마정에 있는 지방 항만이다. 일본 항칙법에 따르면 상용 항만으로 운영되고 있지만, 검역항으로도 기능한다. 대한민국의 부산항에서 가장 가까운 일본의 항구이기도 하며, 부산항에서 뱃길로 약 58km이면 히타카쓰항에 바로 닿는 지리적 이점을 가진다. 여객 통계 수치로는 2015년을 기준으로 13,775척이 입항하였고 수용된 물량은 총합 653,633톤 규모이며, 인원수 역시 294,125명이고 국제선의 비중이 281,576명으로 대부분 중 약 97% 이상이 대한민국에서 건너온 사람이다.

## 운항 노선

### 국내선

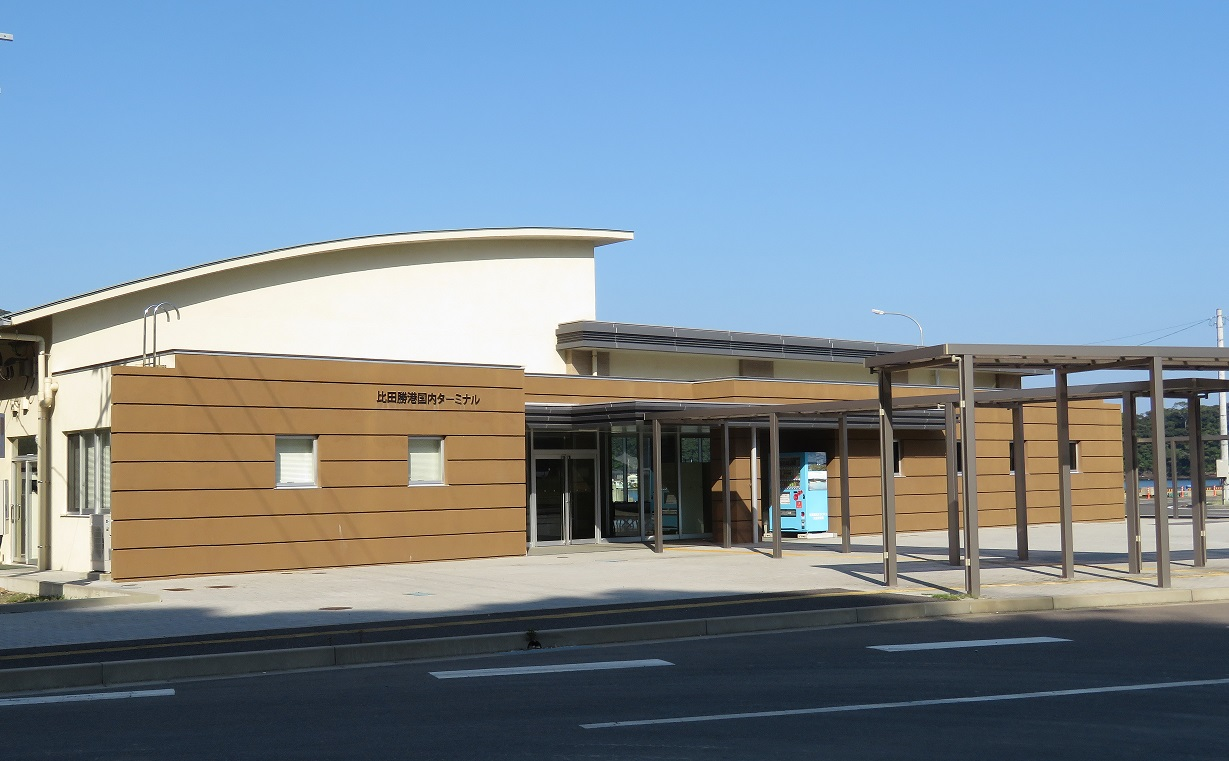
히타카쓰항 국내선 여객터미널 전경.

- 규슈 유센이 페리를 수시로 운항한다. 그러나 나가사키현 본토나 사가현으로 향하는 페리 노선은 아예 없다.
  - 연락선인 페리 겐카이(フェリーげんかい)가 이 항구와 하카타항을 서로 오가면서 운항중에 있다.
  - 그러나 이전에는 제트포일인 비너스, 비너스2 등이 이미 운항한 적이 있다.

### 국제선

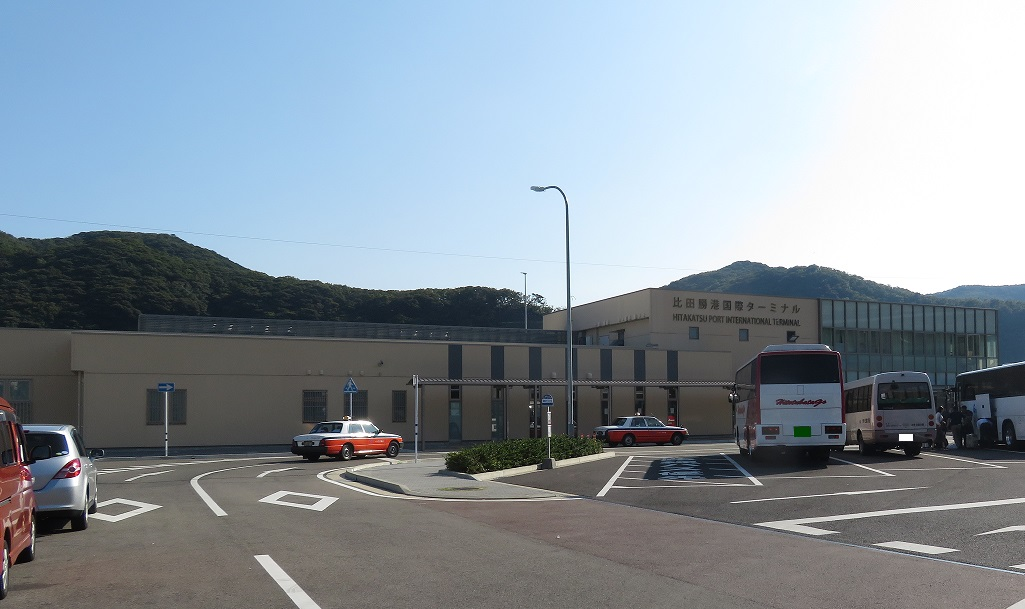
히타카츠항 국제선 여객터미널 전경.

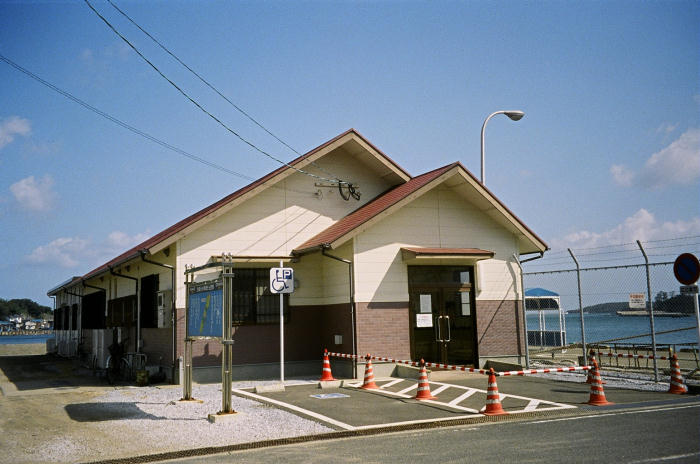
예전의 히타카츠항 국제선 여객터미널 전경.

규모가 작은 항구 특성상 히타카쓰항은 이즈하라항과 달리 국내선보다는 국제선을 전용하는 여객터미널답게 근거리 연안 여객선에 준하는 국제 노선이기도 한 특성이 있다. 국제선 노선이 실질적으로 국내선 역할을 하는 것과 비슷하며, 운항 노선은 보통 부산항으로 향하는 노선이 대부분을 차지한다.
2019년 한국과 일본의 경제적인 마찰로 발생된 일본 불매운동과 2020년 코로나19 확산으로 2020년 3월부터 2021년 10월까지 국제선 이용객이 없었다.
현재 아래 노선은 휴항 중이다.
- 팬스타 : 팬스타쓰시마링크호가 히타카쓰~부산 노선을 매일 정기편으로 운항
- 쓰시마 국제라인 : 아오시오호가 히타카쓰~부산 노선을 부정기 전세편으로 운항
- 드림라인 : 니나호가 히타카쓰~부산 노선 역시 운항

## 주변에 있는 것들
- 국도 382호선
- 히타카쓰 우편국
- 가미쓰시마 병원
- 쓰시마 렌터카
- 쓰시마 대아호텔
- 해상자위대 가미쓰시마 경비대
- 쓰시마 한국전망대
- 쓰시마 야생생물 보호센터
- 나가사키현립 가미쓰시마 고등학교

## 같이 보기
- 이즈하라항
- 쓰시마 공항